# Plecturocebus
Plecturocebus ist eine Affengattung aus der Unterfamilie der Springaffen (Callicebinae).  Die Gattung wurde erst im März 2016 eingeführt und umfasst die Arten der cupreus-, donacophilus- und der moloch-Gruppe aus der Gattung Callicebus.

## Merkmale

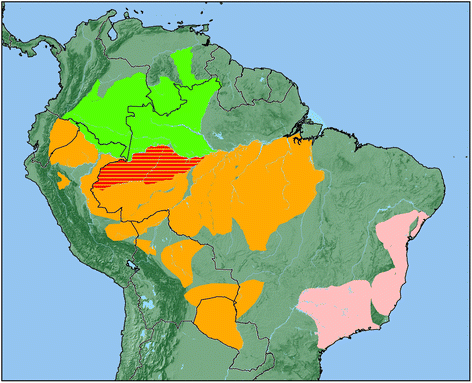
Orange, das Verbreitungsgebiet der Plecturocebus-Arten, rot das Überschneidungsgebiet mit Cheracebus-Arten

Im Vergleich zu anderen Springaffenarten sind die Plecturocebus-Arten nur klein bis mittelgroß. Sie sind meist grau oder graubraun gefärbte Tiere, die manchmal einen auffälligen roten Backenbart haben. Arme und Beine sind für Springaffen relativ kurz, die Arme erreichen eine Länge von 52 bis 61 % der Rumpflänge, bei den Beinen sind es 71 bis 81 %. Der Hirnschädel ist klein (20–29 % der Schädellänge) länglich und tief platziert. Der Chromosomensatz ist diploid, die Chromosomenzahl beträgt 46, 48 oder 50.

## Verbreitung
Plecturocebus-Arten kommen im Amazonasbecken südlich des Amazonas und des Río Napo im Westen bis in das Tiefland von Bolivien und südlich bis in den Nordwesten Paraguays vor. Nur der Caqueta-Springaffe (Plecturocebus caquetensis) kommt nördlicher zwischen dem Río Orteguaza und dem Río Caquetá in der kolumbianischen Provinz Caquetá vor.

## Arten
Zur Gattung Plecturocebus gehören etwa 25 Arten in zwei Artengruppen. Die Arten der cupreus-Artengruppe von Callicebus gehören hier zur moloch-Gruppe.

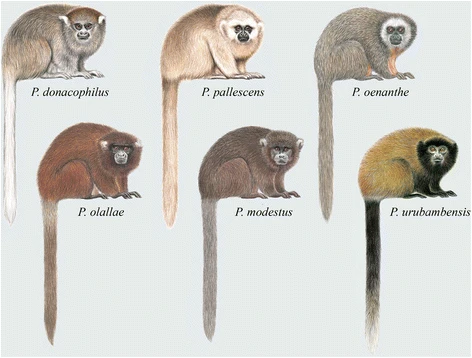
Die Arten der P. donacophilus-Gruppe

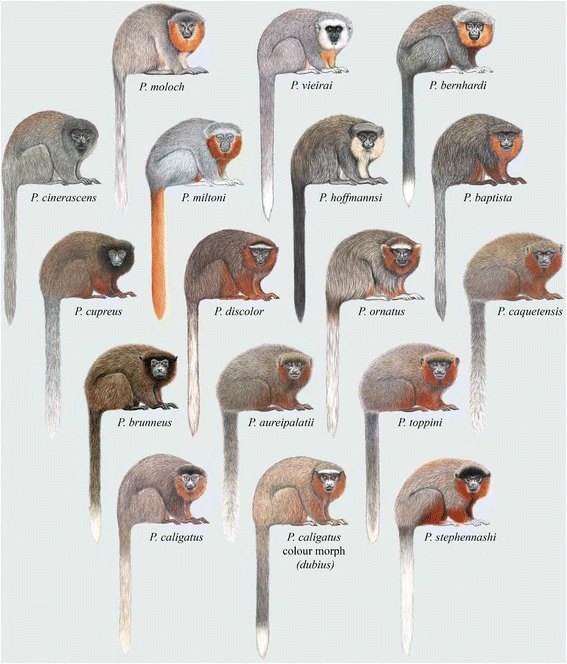
Die Arten der P. moloch-Gruppe

- P. donacophilus-Gruppe: Diese Gruppe umfasst die kleinsten Springaffen. Sie sind grau oder braun gefärbt.
  - Weißohr-Springaffe (Plecturocebus donacophilus)
  - Rio-Beni-Springaffe (Plecturocebus modestus)
  - Anden-Springaffe (Plecturocebus oenanthe)
  - Beni-Springaffe (Plecturocebus olallae)
  - Weißmantel-Springaffe oder Weißer Springaffe (Plecturocebus pallescens)
  - Brauner Urubamba-Springaffe (Plecturocebus urubambensis)
- P. moloch-Gruppe: Diese Gruppe umfasst mittelgroße, meist grau gefärbte Tiere, die manchmal mit auffälligen roten, seltener dunkelbraunen oder weißlichen Backenbärten versehen sind.
  - Madidi-Springaffe (Plecturocebus aureipalatii)
  - Baptistasee-Springaffe (Plecturocebus baptista)
  - Prinz-Bernhard-Springaffe (Plecturocebus bernhardi)
  - Brauner Springaffe (Plecturocebus brunneus)
  - Caqueta-Springaffe (Plecturocebus caquetensis)
  - Braunbauch-Springaffe (Plecturocebus caligatus)
  - Dunkelgrauer Springaffe (Plecturocebus cinerascens)
  - Roter Springaffe (Plecturocebus cupreus)
  - Weißschwanz-Springaffe (Plecturocebus discolor)
  - Hershkovitz-Springaffe (Plecturocebus dubius)
  - Groves-Springaffe (Plecturocebus grovesi)[2]
  - Hoffmanns-Springaffe (Plecturocebus hoffmannsi)
  - Feuerschwänziger Springaffe (Plecturocebus miltoni)
  - Rotbauch-Springaffe oder Sumpfspringaffe (Plecturocebus moloch)
  - Weißstirn-Springaffe (Plecturocebus ornatus)
  - Parecis-Springaffe (Plecturocebus parecis)[3]
  - Stephen-Nash-Springaffe (Plecturocebus stephennashi)
  - Toppini-Springaffe (Plecturocebus toppini)
  - Vieira-Springaffe (Plecturocebus vieirai)

## Belege
1. 1 2 3 4  Hazel Byrne, Anthony B. Rylands, Jeferson C. Carneiro, Jessica W. Lynch Alfaro, Fabricio Bertuol, Maria N. F. da Silva, Mariluce Messias, Colin P. Groves, Russell A. Mittermeier, Izeni Farias, Tomas Hrbek, Horacio Schneider, Iracilda Sampaio und Jean P. Boubli: Phylogenetic relationships of the New World titi monkeys (Callicebus): first appraisal of taxonomy based on molecular evidence. Frontiers in Zoology, 201613:10, DOI: 10.1186/s12983-016-0142-4
2. ↑  Jean P.Boubli et al.: On a new species of titi monkey (Primates: Plecturocebus Byrne et al., 2016), from Alta Floresta, southern Amazon, Brazil. Molecular Phylogenetics and Evolution, November 2018, DOI: 10.1016/j.ympev.2018.11.012
3. ↑  Almério  Câmara  Gusmão,  Mariluce  Rezende  Messias,  Jeferson  Costa  Carneiro,  Horacio  Schneider, Thiago Bento de Alencar, Armando Muniz Calouro, Júlio Cesar Dalponte, Fabio de Souza Mattos, Stephen F. Ferrari, Gerson Buss, Renata Bocorny de Azevedo, Eduardo Marques Santos Júnior, Stephen D. Nash, Anthony B. Rylands und Adrian A. Barnett: A New Species of Titi Monkey, Plecturocebus Byrne et al., 2016 (Primates, Pitheciidae), from Southwestern Amazonia, Brazil. Primate Conservation 33, 2019, S. 1–15, researchgate.net